# 1279 هـ
1279 هـ هي سنة في التقويم الهجري امتدت مقابلةً في التقويم الميلادي بين سنتي 1862 و1863.

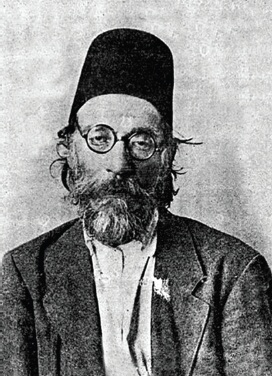
جميل صدقي الزهاوي

## أحداث
- الأمام فيصل بن تركي يعزى دولة إيران على وفاة حاكمها.
- الأمام فيصل بن تركي يحارب معركة ضد قبيلة المنتفق والعجمان.
- الأمام فيصل بن تركي يخوض بمعركة ضد نجران.
- الأمير طلال بن عبد الله العلي الرشيد يحتل رياض الخبراء وعنيزة بعدم استئذان من الأمام فيصل بن تركي.

## مواليد
- أبو يعلى الزواوي
- أحمد فتحي زغلول
- جميل صدقي الزهاوي
- محمد إمام العبد
- الأديب الكرماني
- حسن بن علي العريض
- خزعل الكعبي
- محمد بن عقيل الحضرمي
- موسى الإحقاقي
- نجم الحسن الهندي

## وفيات
- إبراهيم النبراوي
- فضة البلاغي
- محمد سعيد باشا
- صبغة الله الحيدري
- المفتي عبد الغني آل جميل، فقيه وعالِم وخطاط وشاعر وسياسي عراقي.